# Bincar
Bincar is een bestuurslaag in het regentschap Padang Sidempuan van de provincie Noord-Sumatra, Indonesië. Bincar telt 4938 inwoners (volkstelling 2010).